# Veľký Folkmar
Veľký Folkmar es un municipio del distrito de Gelnica en la región de Košice, Eslovaquia, con una población estimada a final del año 2024 de 873 habitantes.
Se encuentra ubicado al oeste de la región, en el valle del río Hernád y cerca de la frontera con la región de Prešov.

## Demografía
| Año        | 1994 | 2004    | 2014    | 2024    |
| ---------- | ---- | ------- | ------- | ------- |
| Población  | 916  | 927     | 909     | 873     |
| Diferencia |      | +1,20 % | −1,94 % | −3,96 % |

| Año        | 2023 | 2024    |
| ---------- | ---- | ------- |
| Población  | 876  | 873     |
| Diferencia |      | −0,34 % |